# ミニヤー
ミニヤー（アラビア語：المنيا）はエジプトの上エジプト地域にあるミニヤー県の県都。首都カイロの約245km南、ナイル川西岸に位置する。ギザの大ピラミッドを建てたクフ王ゆかりの地であることから、古代エジプト語では「クフを育てた都市」を意味する「Men'at Khufu」と呼ばれており、現在の名「ミニヤー」はここから派生したものである。
あるいは、コプト語サヒド方言の都市名「Tmoone」もしくはボハイラ方言「Thmonē」が語源である可能性もある。これらの名は「居住地」を意味し、かつてこの地にあった初期のキリスト教修道院に由来する。なおチャコス写本はこの地で発見された。また、エジプトの南部・北部をつなぐ中部エジプトの要所に位置することから、地元民はミニヤーを「上エジプトの花嫁」（Bride of Upper Egypt）という通称で呼ぶ。
コプト正教会の信者の割合が非常に高く、人口の約50%に達する。ミニヤー大学とスーザン・ムバラク芸術センター、新ミニヤー博物館、地域の放送局である北部上エジプトラジオ・テレビがある。
2021年の人口は約28.3万人。

## 歴史

### 先史時代
紀元前3200年頃、メネス王はエジプトの都市国家群を統一し、エジプト全土を42のノモスに分けた。現在ミニヤーとして知られる地域とその周辺は第16ノモスに含められた。第16ノモスはオリクス・ノモスとも呼ばれた。オリックスはこの地域に生息する羚羊の一種である。

### 古代エジプト王朝

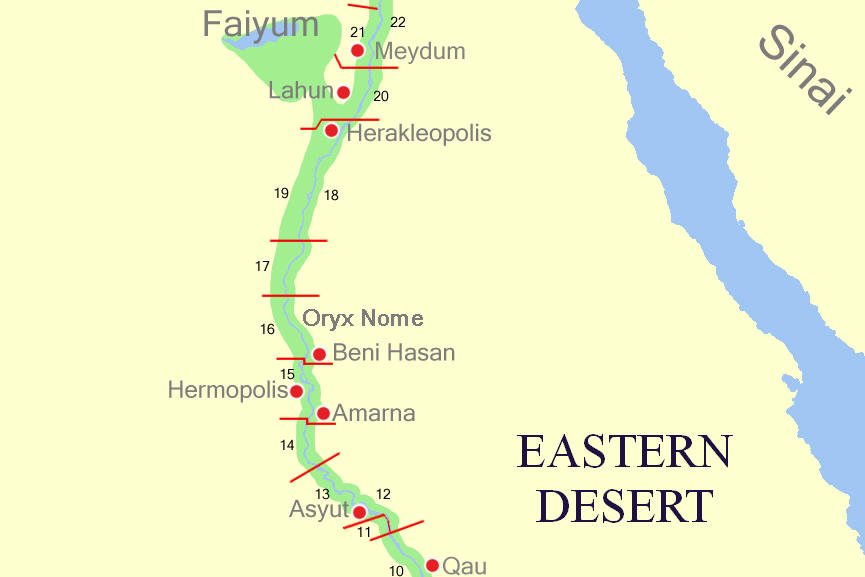
中部エジプトのノモス

エジプト統一後、第16ノモスの州都は重要な貿易の中心地になった。レバント人は州都に面する紅海経由の交易路を通ってシナイ半島やカナンから交易品を運んできた。
エジプト古王国後期、州都は「メナート・クフ」に改名された。紀元前2550年頃に王位についていたクフ王の出身地だと信じられていたことが由来である。メナート・クフの正確な位置は不明だが、ナイル西岸で現在のミニヤーからそう離れていない場所にあると信じられている。
古王国の崩壊から第1中間期（紀元前2180 – 2040年）には、メナート・クフの州総督は強大な富と権力を得て、中央のファラオに対してある程度の自治権を得ていた。ヘラクレオポリスとテーベの間の長期にわたる抗争に対し、当初メナート・クフの王子たちは中立を保っていたが、バケット3世の時代にメンチュヘテプ2世率いるテーベ人と同盟を結んだ。このテーベよりの姿勢により、テーベ人がオリクス・ノモスを征服した後も総督一族は権力を維持出来た。第11王朝 （紀元前2134 – 1991年）時代にメナート・クフは最盛期を迎えた。

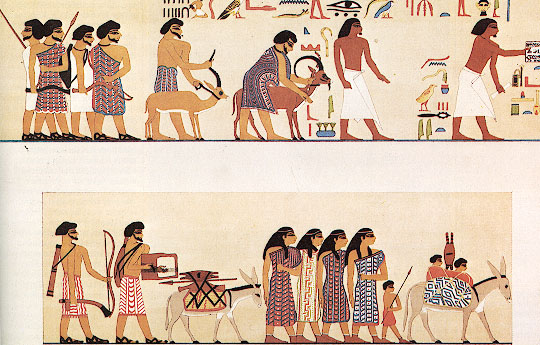
紀元前1900年頃、エジプトに侵入するアジア人集団（おそらく後のヒクソス人）を描いた壁画。ベニハッサンで発見された、第12王朝のセンウセレト2世に仕えたカーヌムホテップの墓所より。

ファラオと同様に、オリクス・ノモスの総督たちも死後の生に深い関心を持っていた。しかしピラミッド建設が時代にそぐわなかったためか、財力が無かったのか、メナート・クフの総督たちは東の砂漠でナイル川の優雅な流れを見下ろしている石灰岩の崖に岩窟墳墓を掘ることを選んだ。これらベニハッサンの墳墓はミニヤーが栄えた時代の唯一の遺物である。現代のベニハッサン村には39カ所の崖墓が現存する。古代エジプトの他の遺跡に比べると偉大とも荘厳とも言えないが、これらの墓所の壁画には4000年前のエジプトの生活に関する貴重な情報が残っており、非常に重要性の高い遺跡である。墓所を築いた総督たちよりも、古代エジプトの庶民の生活に関する知見が多く得られている。
第12王朝の隆盛を背景に、アメンエムハト2世はミニヤーの支配者の権力を削いだ。第12王朝が終わる頃には、ミニヤーの支配者は権力を奪われ何の役割も持たなくなっていた。
第2中間期（紀元前1782 – 1570年）には、ミニヤーを含む中部エジプトと下エジプトはヒクソスに支配された。ミニヤーの総督は、エジプト人のファラオが支配する第16王朝と大17王朝ではなく、ヒクソスの第15王朝を支持したと見られる。第2中間期の終盤、テーベのファラオがヒクソスをエジプトから排除しようと試みたとき、ミニヤーは最初の大規模な戦闘の舞台となった。紀元前1552年、第17王朝の最後のファラオ・カーメスはメジャイ人部隊を北のネフルシー（ミニヤーの数km南）に向けて進軍させ、そこでペピの息子テティと呼ばれる人物の軍を破った。テティはミニヤーを「アジア人の巣」に変えた張本人とされていた。これはヒクソスにとって初めての大きな敗北だった。紀元前1540年前後、カーメスの弟のイアフメス1世は北に進軍し、ヒクソスをエジプトから排除することに成功した。
ベニハッサンに建造された崖墓の大部分は後に荒廃した。一部は直後の支配者によって毀損された。ファラオ時代の終焉から数世紀の内に多くの墳墓の石室は損壊した。岩窟は住居に転用されたり、格好の採石所として利用されたり、初期のキリスト教徒やムスリムによって破壊されたりした。

### ギリシャ・ローマ時代
この地域の州都となったヘルモポリスはトート神への礼拝の中心地だった。パルテノン神殿に似たギリシャ寺院の遺跡が現在まで残っている。
現代のトゥナ・アル＝ジェベル村の近くでは、ペトジリスの墓所と礼拝堂が発掘されている。
130年、ローマ帝国のハドリアヌス帝が愛人（男性）のアンティノウスに因んでアンティノポリスを建設した。
328年、コンスタンティヌス1世の母の聖ヘレナが、「ジェベル・エル・テイルの処女メアリーの修道院」を現代のサマルト市近郊に建設した。修道院は聖家族がエジプトへの逃避の際に住んでいたとされる場所の一つに建てられていた。
現在のミニヤー県に位置するオクシリンコスはヘレニズム時代に行政の中心だった。現在ではビザンティン期エジプトのパピルスの出土地として考古学的に重要な遺跡である。

### アラブ時代

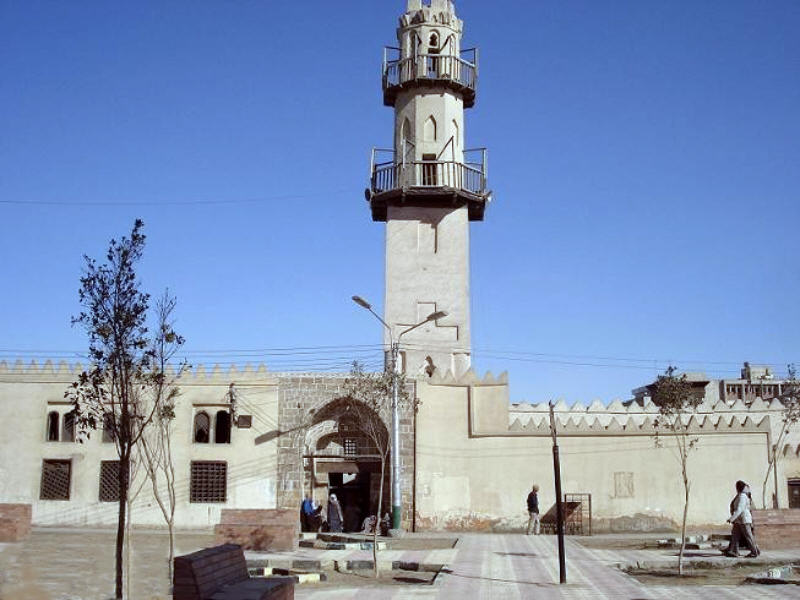
11世紀に建てられたエル・アムラウィー・モスク。ファーティマ朝の傑作である。

アッバース朝時代（750 - 1517年）、ミニヤーは善政で知られる 9世紀初頭の伝説的なエジプト総督、イブン・ハシブの名を冠して呼ばれるようになった。善行に対する褒賞として何を望むかカリフに尋ねられた際、イブン・ハシブはミニヤーを選び、数年間の余生をミニヤーで過ごしたという。ミニヤーが単なる大きい村から堅固な中世都市にまで発展したのはイブン・ハシブの功績だとされている。この時代以来ミニヤーは「Munyat ibn Khasib」（イブン・ハシブのミニヤー）と呼ばれている。
ファーティマ朝（909 - 1171年）は10世紀から11世紀にかけてミニヤーを統治した。ミニヤーは拡大を続け、大モスクや学校、市場、公共浴場が造られた。この頃ミニヤーを象徴するエル・ラマティー・モスクとエル・アムラウィー・モスクが建てられた。1326年、中世期の著名な旅行家イブン・バットゥータがミニヤーを訪れた。彼は『旅行記』の中で当時ミニヤーにあった学校を賞賛し、ミニヤーが「上エジプトのいかなる町よりも優れている」と述べた。

### ムハンマド・アリー朝

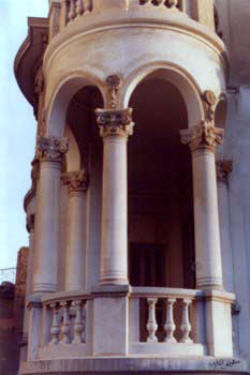
ミニヤー市の「コロニアル地区」に位置する、ロココ様式のファサードを持つ宮殿

ムハンマド・アリーがエジプト総督を務めた時代、ミニヤーは肥沃な土地と高い農業生産力を持つ重要な都市であった。ミニヤーに大規模な綿と砂糖黍のプランテーションを所有していたイスマーイール・パシャの治世において、ミニヤーの重要性はさらに高まった。イスマーイールはミニヤーに王宮を建設し、1870年から町の近代化に着手するとともに居住区の拡張をはじめて行った。1873年、イスマーイールが所有する広大な土地を灌漑するため、イブラヒミヤ運河が建設された。これにより市（特に市西部）は顕著に発展した。運河に橋が架けられるなど交通網が整備されたことにより、市西部郊外の運河沿いにあった私有農地に無秩序に住居が建設されていった。
1861年にアメリカで南北戦争が起きると、エジプトの綿の需要が増し価格が上がった。ミニヤーは高品質な綿を大量に生産していたため大きな利益を得た。このときの富の流入により、現地人地主、高級官吏、商人からなる新興上流階級が生まれた。権勢を誇る資産家たちは、後に「コロニアル地区」と呼ばれるようになった区域（Abd el Al el Garhy通りとPort Said通りに挟まれた区域）に住居を構えた。彼らの宮殿や高級住宅はイタリア人建築家の手によるもので、西洋風の集合住宅に古典様式・ロココ様式の装飾的特徴が取り入れられていた。
20世紀が始まった頃、ミニヤーに土地投機と全市的な建築ブームが起こり、20世紀を通じた劇的な都市拡張の皮切りとなった。20世紀初頭にカイロへの鉄道の建設が始まった。ミニヤーはこの路線を中心として東西両サイドに拡張されていった。この頃までに、イギリスは綿貿易を促進するために領事館を設置した。ミニヤーの経済的重要度が高まったことを受けて、1907年にはオスマン銀行が支店を開いた。さらに、長期認可を受けた海外企業によって裁判所（1927年）、消防署（1931年）、市議会と市庁舎（1937年）などの公共施設が建設され、市の発展を支えた。新市街に広い舗装道路が敷設されたことで商業活動の中心地がそちらに移り、旧市街の老朽化が進んだ。

### 現代
エジプト革命の後、1956年のスエズ危機と、それに続く1957年からの産業国有化をきっかけにして、ミニヤーのギリシャ人とアルメニア人のコミュニティは大部分がエジプトを離れた。これはコロニアル地区にとって凋落のはじまりだった。この時期に市内で起こった人口移動により、老朽化と貧困の問題を抱えた旧市街と、近代的な住宅と公共施設を備えたコロニアル地区との間の格差はいっそう拡大した。旧市街では人口密度が増加し続けたが、公共施設は不足していた。結果として人口過密によりインフラと住宅環境の荒廃が加速した。
1960年代、旧市街の低所得層の人口急増に対応するため、公営住宅建設計画としてアルド・アル・モウルドが実施された。1970年代初頭、土地分譲および都市計画に関する法律に基づき、近代的なアルド・スルタン地区が開発された。この地域は地価が高かったため、価値が下がりつつあるコロニアル地区から高・中所得層が流入してきた。アルド・スルタン地区には円と垂線が組み合わされた回廊型の街路が建設された。これらのメインストリートはナイル川に沿っており、高さ30 mまでの独立した建築物に囲まれている。ターハー・フセイン通りに沿った南北に細長い地域は現在のミニヤーを象徴する中心地区となるべく設計された。

## 経済
産業の中心は公共セクターで、資本財や中間財の生産のほとんどを統制している。国営産業としてはセメントや化学、鉱業、肥料、農業がある。消費財の製造については、市内外の小企業をはじめとする民間セクターの活動も盛んである。主要な民間産業は食品、家具、金属、木工である。豊かな歴史を持つにもかかわらず、ミニヤー経済における観光業の寄与はわずかしかない。

## 気候
ケッペンの気候区分では砂漠気候（BWh）に属する。ルクソール、ミニヤー、ソハーグ、ケナ、アシュートはエジプトの都市の中でもっとも昼夜の温度差が大きく、16℃に達する。ミニヤー市は東西ともに500 m級の連山と接しており、地中海および紅海から隔てられている。このため、ミニヤー市と近郊の町村の気候は大陸性気候と類似した特徴を備えている。つまり、冬は寒冷が厳しく、夏は高温だが湿度は低い。夏季の気温は40℃となることもあるが、冬季の夜間には0℃以下になることもある。ミニヤーは平均降水量が低いため雹や雪は非常にまれだが、冬季の夜間には霜が降りる場合もある。平均年間降雨量は5.3 mmである。
| ミニヤーの気候           | ミニヤーの気候 | ミニヤーの気候 | ミニヤーの気候 | ミニヤーの気候 | ミニヤーの気候 | ミニヤーの気候 | ミニヤーの気候 | ミニヤーの気候 | ミニヤーの気候 | ミニヤーの気候 | ミニヤーの気候 | ミニヤーの気候 | ミニヤーの気候 |
| 月                       | 1月            | 2月            | 3月            | 4月            | 5月            | 6月            | 7月            | 8月            | 9月            | 10月           | 11月           | 12月           | 年             |
| ------------------------ | -------------- | -------------- | -------------- | -------------- | -------------- | -------------- | -------------- | -------------- | -------------- | -------------- | -------------- | -------------- | -------------- |
| 最高気温記録 °C （°F）   | 30.7 (87.3)    | 33.8 (92.8)    | 41.4 (106.5)   | 45.2 (113.4)   | 48.0 (118.4)   | 47.5 (117.5)   | 43.6 (110.5)   | 44.6 (112.3)   | 43.4 (110.1)   | 42.0 (107.6)   | 37.6 (99.7)    | 31.0 (87.8)    | 48.0 (118.4)   |
| 平均最高気温 °C （°F）   | 20.4 (68.7)    | 22.4 (72.3)    | 25.8 (78.4)    | 31.2 (88.2)    | 35.4 (95.7)    | 36.9 (98.4)    | 36.6 (97.9)    | 35.9 (96.6)    | 34.0 (93.2)    | 31.3 (88.3)    | 25.9 (78.6)    | 21.4 (70.5)    | 29.8 (85.6)    |
| 日平均気温 °C （°F）     | 11.7 (53.1)    | 13.5 (56.3)    | 16.8 (62.2)    | 21.9 (71.4)    | 26.2 (79.2)    | 28.4 (83.1)    | 28.7 (83.7)    | 28.0 (82.4)    | 26.1 (79)      | 23.0 (73.4)    | 17.7 (63.9)    | 13.0 (55.4)    | 21.3 (70.3)    |
| 平均最低気温 °C （°F）   | 3.9 (39)       | 5.2 (41.4)     | 8.2 (46.8)     | 12.6 (54.7)    | 16.4 (61.5)    | 19.3 (66.7)    | 20.4 (68.7)    | 20.3 (68.5)    | 18.4 (65.1)    | 15.5 (59.9)    | 10.2 (50.4)    | 5.8 (42.4)     | 13.0 (55.4)    |
| 最低気温記録 °C （°F）   | −3.4 (25.9)    | −0.3 (31.5)    | 1.0 (33.8)     | 4.5 (40.1)     | 9.0 (48.2)     | 14.3 (57.7)    | 16.0 (60.8)    | 16.2 (61.2)    | 13.5 (56.3)    | 10.0 (50)      | 3.0 (37.4)     | −0.8 (30.6)    | −3.4 (25.9)    |
| 降水量 mm （inch）       | 0 (0)          | 0 (0)          | 1 (0.04)       | 0 (0)          | 0 (0)          | 0 (0)          | 0 (0)          | 0 (0)          | 0 (0)          | 2 (0.08)       | 1 (0.04)       | 1 (0.04)       | 5 (0.2)        |
| 平均降水日数 （≥1.0 mm） | 0.1            | 0.1            | 0.1            | 0              | 0              | 0              | 0              | 0              | 0              | 0              | 0              | 0              | 0.3            |
| % 湿度                   | 63             | 56             | 52             | 43             | 37             | 40             | 46             | 51             | 53             | 55             | 61             | 67             | 52             |
| 平均月間日照時間         | 251.5          | 253.4          | 283.8          | 304.2          | 339.1          | 367.2          | 382.0          | 363.3          | 315.9          | 309.4          | 260.9          | 235.7          | 3,666.4        |
| 出典1：NOAA              |                |                |                |                |                |                |                |                |                |                |                |                |                |
| 出典2：Climate Charts    |                |                |                |                |                |                |                |                |                |                |                |                |                |

## 著名人
- ターハー・フセイン(طه حسين)(1889年 - 1973年)：小説家、評論家、政治家。
- スーザン・ムバラク（英語版）(سوزان مبارك)(1941年 - )：ホスニー・ムバーラク大統領(任期：1981年 - 2011年)の妻。
- ラフィーク・ハビーブ(رفيق صموئيل حبيب)(1959年 - )：元大統領顧問。自由公正党元副党首。

## 姉妹都市
- ヒルデスハイム(ドイツ・ニーダーザクセン州)(1979年 - )